# 純子引退記念映画 関東緋桜一家
『純子引退記念映画 関東緋桜一家』（じゅんこいんたいきねんえいが かんとうひざくらいっか）は、1972年3月4日に公開された日本映画。1972年（昭和47年）製作・公開、マキノ雅弘監督による日本の長篇劇映画、任侠映画。単に『関東緋桜一家』と表記されることもある。

## 概要
1963年（昭和38年）、マキノ雅弘監督の『八州遊侠伝 男の盃』でスクリーンデビューした女優・藤純子（のちの寺島純子、現在の富司純子）の文字通り引退を記念した映画である。デビュー作で主演だった片岡千恵蔵が「止め」の位置で出演するほか、長年『緋牡丹博徒シリーズ』で競演した剣戟スター嵐寛寿郎、そのほか、鶴田浩二、高倉健、若山富三郎、菅原文太といった当時の東映スター、水島道太郎、木暮実千代、南田洋子、長門裕之といった芸達者が脇を固め、更にはコメディリリーフとして藤山寛美といったオールスターキャストで製作された。スターの引退映画はこれが最初で、その後も例がないともいわれる。
本作は同年3月4日、東映の配給により、同社のフラッグシップ館である東京・銀座の丸の内東映劇場（現在の丸の内TOEI 1）を頂点とする全国東映系で一斉公開された。
同年、藤は四代目尾上菊之助（現在の七代目尾上菊五郎）と結婚、映画界から引退したが、2年後の1974年（昭和49年）、寺島純子の名でテレビ司会者として芸能界に復帰した。監督のマキノ雅弘は本作を最後にテレビ映画以外の劇場用映画の演出からは完全に引退した。

## スタッフ・作品データ
- 製作 : 岡田茂
- 企画 : 俊藤浩滋、日下部五朗、武久芳三
- 監督 : マキノ雅弘
- 脚本 : 笠原和夫
- 撮影 : わし尾元也
- 照明 : 増田悦章
- 美術 : 富田治郎
- 録音 : 渡部芳丈
- 編集 : 宮本信太郎
- スチル : 木村武司
- 音楽 : 木下忠司
- 助監督 : 清水彰
- 製作 : 東映京都撮影所
- 上映時間  : 102分
- フォーマット : カラー映画（フジカラー） - スコープ・サイズ（2.35:1） - モノラル録音
- 初回興行 : 銀座・丸の内東映劇場

## 出演
- 藤純子 - 鶴次

- 鶴田浩二 - 旅清
- 高倉健 - 倉元信三
- 若山富三郎 - 東風斉呑竜
- 菅原文太 - 由次郎
- 水島道太郎 - 河岸政
- 木暮実千代 - お勢
- 待田京介 - 花井銀次
- 伊吹吾郎 - 秀吉
- 藤浩 - 土手八
- 嵐寛寿郎 - 新堀辰之助
- 名和宏 - 常吉
- 白川浩二郎 - 万亀
- 宇崎尚韶 - 万作
- 林彰太郎 - 富松
- 唐沢民賢 - 勝五郎
- 遠藤辰雄 - 鬼鉄
- 天津敏 - 大寅
- 楠本健二 - 出刃徳
- 汐路章 - バカ熊
- 八名信夫 - ドブ辰
- 八汐路圭子 - おせき
- 南田洋子 - お志乃
- 藤山寛美 - 福太郎
- 笠置シヅ子 - お金
- 山城新伍 - 藤助
- 成瀬正孝 - 喜久次
- 市川裕二 - 彦助
- 丸平隆子 - おかつ
- 浅松美紀子 - おたね
- 蓑和田良太 - 源造
- 有馬淳平 - 久平
- 長門裕之 - 新吉
- 金子信雄 - 警察署長
- 工藤明子 - 小照
- 石山健二郎 - 大黒屋利兵衛
- 東龍子 - お貞
- 中村錦司 - 老番頭
- 堀正夫 - 頭取
- 関根永二郎 - 頭取
- 矢奈木邦二郎 - 頭取
- 高並功 - 猪吉
- 野口貴史 - 勘蔵
- 村居京之輔 - 市兵衛
- 宮城幸成 - 巡査
- 川谷拓三 - 鬼鉄一味の若い衆
- 片岡千恵蔵 - 吉五郎

- 潮健児、平沢彰、五十嵐義弘、丘路千、国一太郎、川浪公次郎、阿波地大輔、西田良、熊谷武、木谷邦臣、松田利夫、大城泰、藤沢徹夫、高谷舜二、和田昌也、山下義明、星野美恵子、牧淳子、日暮郷子、長良俊二、青木卓司、鳥巣哲生、秋山勝俊 - その他

## ストーリー
舞台は、明治末年の東京・柳橋。芸者の鶴次（藤純子）は、鳶「に組」の副組頭・河岸政（水島道太郎）の娘である。講釈師で北辰一刀流の達人・東風斉呑竜（若山富三郎）に学んだ剣術で、腕に覚えもあった。鶴次の婚約者は「に組」の組頭・吉五郎（片岡千恵蔵）の息子・纒持の信三（高倉健）がいた。信三は鶴次に絡んだヤクザを相手に乱闘の挙句、そのうちの1人を殺してしまい、行方をくらましてしまう。
日本橋の博徒、新堀辰之助（嵐寛寿郎）率いる新堀一家の客分・鬼鉄（遠藤辰雄）が柳橋で賭場を開帳、柳橋の旦那衆から大金を巻き上げるという事件が起きた。辰之助と鶴次の父・河岸政は兄弟分で、新堀は柳橋では賭場を開帳しない約束であった。それが反故にされたのは、辰之助が病床にあることで、親分の目を盗み、新堀一家の代貸・常吉（名和宏）が仕組んだことであった。鬼鉄は、大寅（天津敏）を使って佃の大川端で河岸政をついに暗殺する。
鶴次は父の跡目を継ぐ決意をするが、吉五郎らの反対にあう。しかし、小頭の由次郎（菅原文太）が後見人を買って出た事で吉五郎も渋々鶴次の跡目相続を承知する。すると鬼鉄・大寅らは、今度は鶴次を急襲する。抗戦した鶴次であったが、やはり追い詰められる。そこを救ったのが旅の渡世人、正体はかつての婚約者・信三であった。鬼鉄は部下のバカ熊（汐路章）に命じ、割烹旅館の金柳館に火を放つ。幸い、「に組」の活躍で全焼にはいたらなかったが、鬼鉄に金柳館の権利証を奪われていた。信三は鬼鉄のバカ熊を捕縛する。
鶴次は、鬼鉄に勝負を申し込む。権利証とバカ熊が賭けられたこの勝負に、鬼鉄は新堀一家に新しく現れた客人・旅清（鶴田浩二）を立てた。旅清は鶴次の胸の内も経緯もすべて察し、鶴次に勝ちを譲ってしまう。子分どもに親友を殺され、友情をさんざん蹂躙された辰之助は、義兄弟の契りを結んだ旅清にすべてを託して亡くなる。
銀次（待田京介）が、遊郭に売り飛ばされて自殺を図ったお志乃（南田洋子）母子を救う。お志乃は鬼鉄の妾であった。鬼鉄は母子の引渡しを迫るが、銀次は母子を決して渡しはしなかった。組頭の吉五郎が仲裁に入り、鬼鉄も一時は引き下がったが、卑怯にも吉五郎を襲撃。間一髪、助勢に駆けつけた呑竜が吉五郎を逃がすが、呑竜は鬼鉄一味の放った凶弾に倒れてしまう。
鬼鉄一味は新堀一家に加勢を頼み、代貸・常吉は「に組」との出入りに向かおうとするが、客分のはずの旅清が立ちはだかり、常吉を斬殺する。旅清もまた腹部に重傷を負う。鶴次と信三に、腹部にさらしを巻いて負傷を隠す旅清の3人が、鬼鉄に挑み、みごとに倒す。戦い済んだ鶴次と信三を前に、旅清は息を引き取る。
半鐘を鳴らし、纏を持って駆けつけた吉五郎や由次郎ら「に組」の面々、金柳館の福太郎（藤山寛美）やお金（笠置シヅ子）ら周囲の人々に見送られ、鶴次は深々と頭を下げて礼を述べると、信三と共に何処へともなく去っていくのだった。

## 製作

### 企画
企画は当時の東映社長・岡田茂。藤は1968年（昭和43年）9月から始まる『緋牡丹博徒シリーズ』で一躍東映の看板女優となり、以降、任侠映画の重要な役どころを演じたり、『日本女侠伝シリーズ』『女渡世人シリーズ』と合わせ、高倉健と並んで三つの主演シリーズを持ち、任侠映画の花はまだまだ咲き誇ると思われた1971年（昭和46年）11月9日、歌舞伎俳優の尾上菊五郎との婚約を突然発表した。このとき「絶対に（女優を）引退しますとは言うなよ」と岡田と藤の父・俊藤浩滋から強く念押しされていたのもかかわらず、藤は女優引退も同時に発表した。任侠映画が苦しくなっている中での藤の引退は大きな打撃だった。女優の任侠路線を生み、それを成功させた岡田は、当時社長に就任したばかりで、東映の大事な宝であるドル箱女優を奪われて激怒し、引退に断固抗議した。俊藤は娘に長く無理をさせてきたこともあって結婚引退を反対しなかったため、岡田自ら懸命の説得に当たったが、藤は頑なで諦めざるを得なかった。藤は準備中だったシリーズ8作目の『緋牡丹博徒 仁義通します』には出るが、新たな企画は出ないつもりだった。岡田はやむを得ず、1966年（昭和41年）に中村錦之助（萬屋錦之介）を東映を円満退社させた実績を持ち出し、「それならみんなに惜しまれて辞めろ」と引退記念映画の製作を俊藤に断固要求し、藤を説得、これにより製作されたのが本作となる。

### 興行
宣伝費に約2億円と当時の映画としては破格の予算をかけ、藤の挙式直前に封切られた。『関東緋桜一家』は最後の藤純子を見ようと映画館に観客が詰めかけ、正月興行を上回る盛況で引退フィーバーに沸いた。

## 評価
当初、監督には山下耕作が予定されていたが、藤の育ての親でもあるマキノ雅弘に代わった。マキノは見せ場を心得たソツのない仕事ぶりで観客をタップリ楽しませて大ヒットさせ、藤に引退の花道を飾らせた、などと評価される一方で、当事者の評価は正反対である。マキノは岡田から「オールスターキャストのため、一人一人のスターの顔をアップ、アップで撮らなければならない」と云われ、「これでは純子の引退と結婚のはなむけにはならないと思った。あんなものしかやってやれない東映にはいよいよ愛想が尽きた、純子の9年間の努力に報いてやれる内容ではなかった、あれほど純子の映画で大儲けしたのに」「純子の映画の何もかも詰め込んだが、逆に内容は薄いものになった、立回りシーンの演出は小沢茂弘に任せてしまった」などと本作を批判している。マキノは病気のとき岡田に日活へ売り飛ばされた恨みもあり、本作の演出終了後、岡田に「テレビに行く」と宣言し、東映退社を申し出て映画界を去った。仲間の多くは岡田にテレビ部門へ移動させられていたが、マキノは自ら進んでテレビ界に転身した。藤もこの映画に満足してなかったといわれる。脚本の笠原和夫は、高倉健を鶴田浩二と同じやくざにしたら、鶴田が断然うまくて高倉は勝てないので、高倉を人力車夫に設定していた。ところが俊藤浩滋からクレームが来て、高倉もやくざに変更しろと言われた。監督のマキノも笠原に「お前の言うとおりだ、俊藤の言うことなんて聞く必要はない」と言っておきながら、最後の打ち合わせで「俊藤の言うとおり、2人ともやくざにしちゃえばいいじゃないか」と言いだし、高倉もやくざに変更された。笠原は「マキノは卑怯な男だ」と頭にきて、マキノをつかまえて抗議し「これはあなたの監督として最後の作品になるかもしれませんよ」「ああいう態度をとったら、監督はもうダメですよ」と忠告したなどと話している。笠原も任侠映画の脚本は本作が最後となった。

## 逸話
映画公開後の1972年3月30日（木曜日）、藤は尾上菊五郎とホテルオークラで挙式した。媒酌人・鹿内信隆フジテレビ社長夫妻。披露宴には歌舞伎関係者400人、映画関係者は俊藤は勿論、岡田茂社長以下、片岡千恵蔵、マキノ雅弘、萬屋錦之介、大川橋蔵、鶴田浩二、高倉健、若山富三郎、村田英雄、菅原文太、千葉真一、松方弘樹、渡瀬恒彦、大原麗子、谷隼人ら東映スターらに、水島道太郎、勝新太郎、池部良、長門裕之、南田洋子、森光子、竹脇無我、清川虹子、由利徹ら230人が出席した。カシアス・クレイの来日インタビューをブッ飛ばす報道陣が集まった。披露宴は歌舞伎の松竹と映画の東映の対立が浮き彫りになる事態となった。新婦側を代表してアイサツに立った岡田が火付け役になり、式準備を松竹にリードされた腹イセに、「純子がまだ女学生だった10年前から見守り、日本一の女優に育てて今送り出す心境はまさに断腸の思いです。彼女のお父さん（俊藤浩滋）から『純子を結婚させて引退させる』と言われ、私は『結婚は仕方ないが女優をやめるとは何ごとだ』と言った。すると俊藤さんは『必ず純子のアナを埋めてみせるから、どうか頼む。諦めてくれ』と言われた。私は俊藤さんの心情に打たれ、もう何も言わぬと決めた。そして純子さんに『お父さんから聞いた』と言うと、彼女は『私は不器用な女で、仕事と家庭を両立させる自信はとてもない。どうか許してほしい』と決心を話した」などと稼ぎ頭の藤を奪われた痛手を樓々と述べた後、「歌舞伎の世界はうるさいものだ。"今度来たヤツは生意気だ"などとイジメないで大目に見てやってほしい。もし何かあれば私から出向いて参ります」などと興奮気味に"仁義"を切り、続いて鶴田が「"映画俳優"の鶴田浩二です」とわざわざ断って祝辞を述べるなど歌舞伎俳優へのコンプレックスがあからさまだった。この東映ヤクザ一家に対して、人間国宝尾上松緑や日本芸術院会員川口松太郎などを擁する新郎側は落ち着いたものだった。しかしこうした東映一家の攻めに対し、松本幸四郎が「梨園は難しい世界じゃありません」とやんわり反論した。
藤は約10年間の東映専属で90本の映画に出演、任侠の花として一世を風靡し引退した。しかし藤純子のフィナーレとともに、任侠路線も終焉を迎えた。最後のプログラムピクチャーといえる東映任侠映画の衰退期に、藤がピリオドを打つ形になった。藤はプログラムピクチャーが生み出した最後のスターだった。藤の引退の後、岡田と俊藤はすぐに“ポスト藤純子”探しを始め、トヨタとタイアップして賞品付きで藤の後継者を一般募集した。合格した中村英子、藤浩子、土田早苗、堀越光恵、松平純子、池玲子の6人を和服の似合う美人に仕立てあげ、“ポスト藤純子”として順繰り売り出したが、2代目は育たなかった。